# Stefan Lubowiecki
Stefan Lubowiecki herbu Kuszaba (zm. przed 16 listopada 1659) – chorąży krakowski od 1658 roku, podstarości spiski od 1657 roku.
Poseł na sejm 1658 roku i sejm 1659 roku.